# Megachile rubtzovi
Megachile rubtzovi là một loài Hymenoptera trong họ Megachilidae. Loài này được Cockerell mô tả khoa học năm 1928.